# 皆野長瀞インターチェンジ

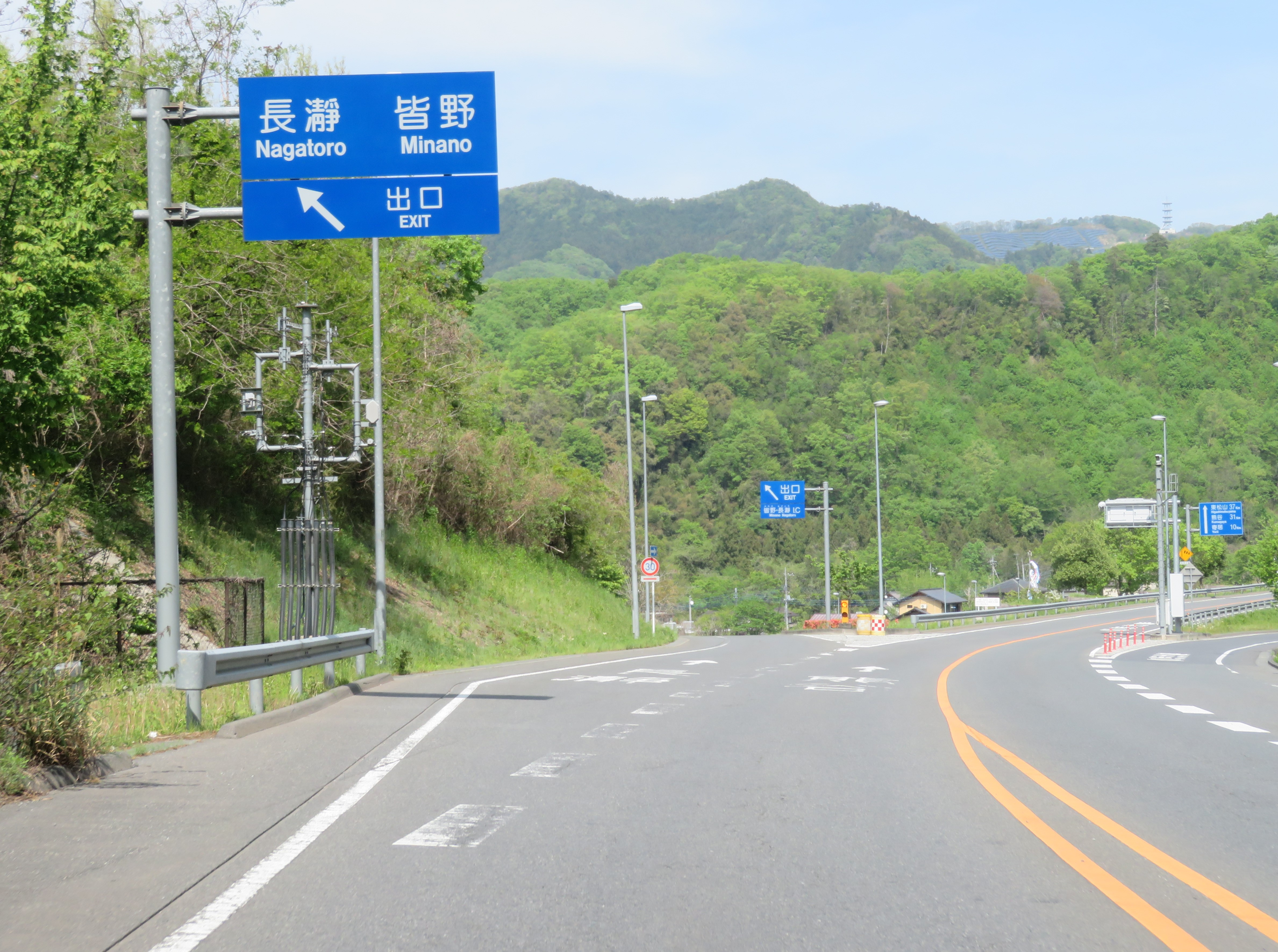
出口付近（皆野大塚IC側から撮影）

皆野長瀞インターチェンジ（みなのながとろインターチェンジ）は、埼玉県秩父郡皆野町にある皆野寄居バイパスのインターチェンジである。

## 道路
- 国道140号皆野寄居バイパス（皆野寄居有料道路）

## 接続する道路

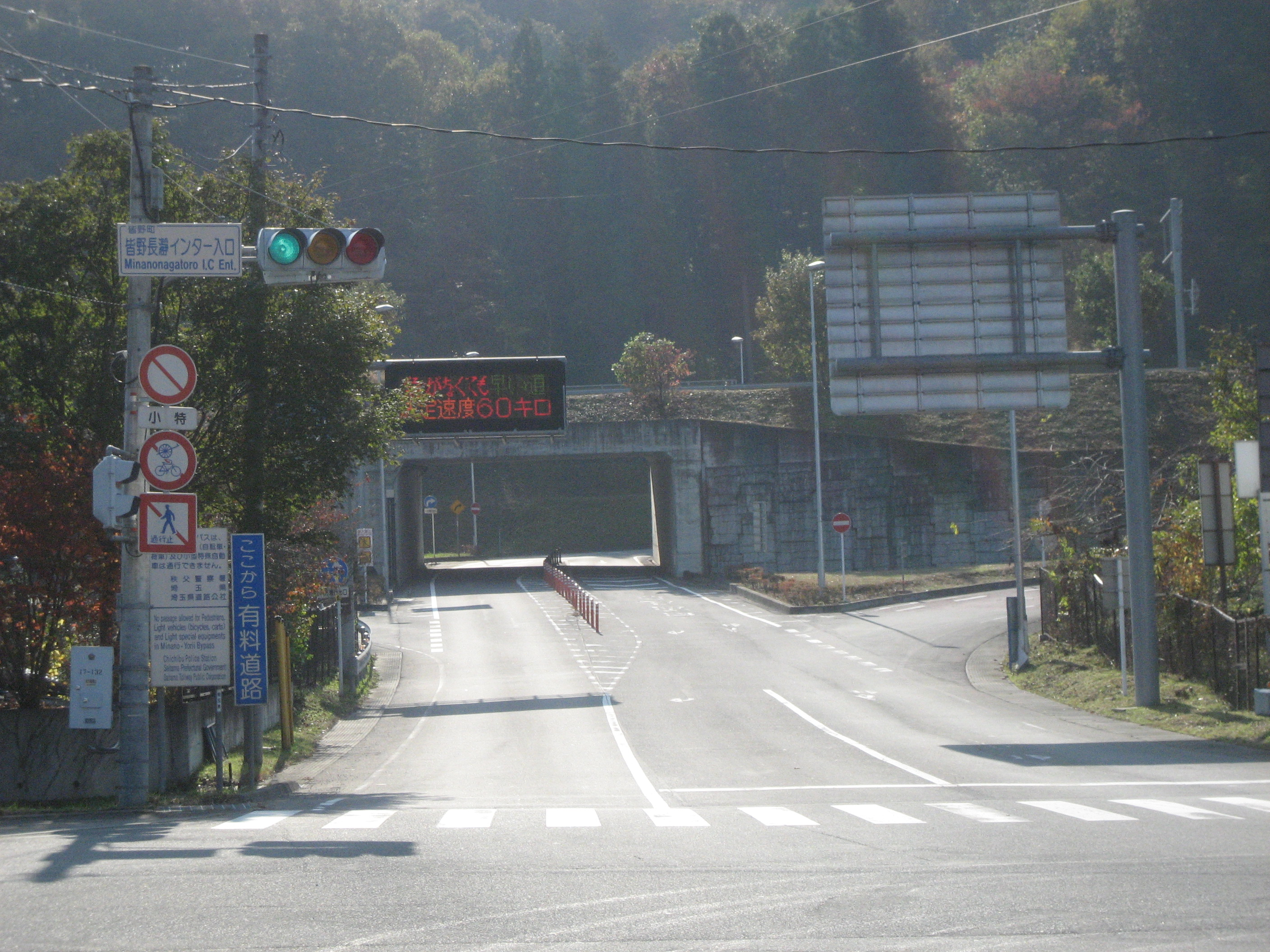
皆野長瀞インターチェンジ出入口

- 埼玉県道82号長瀞玉淀自然公園線
- 埼玉県道348号下戦場塩貝戸線

## 周辺
- 道の駅みなの

### 観光地
- 美の山公園
- 長瀞渓谷
- 宝登山神社
- 秩父高原牧場

## 隣
皆野寄居バイパス
末野大橋 - 寄居折原IC - 寄居風布IC - 皆野長瀞IC - 皆野大塚IC